# برنتلی ۳۰۵
برنتلی ۳۰۵ (به انگلیسی: Brantly 305) یک بالگرد آمریکایی ۵ سرنشین بود که از برنتلی بی-۲ توسعه یافت. بالگرد ۳۰۵ در سال ۱۹۶۴ نخستین پرواز خود را انجام داد و تنها ۴۵ فروند از آن تولید شد.

## طراحی و توسعه
این بالگرد در سال ۱۹۶۵ مجوز تولید را بدست آورد و در دهه ۶۰ میلادی، ۴۵ فروند از آن تولید شد. در سال ۱۹۸۵ برنتلی اینترنشنال تصمیم گرفت این بالگرد را ارتقاء دهد و دوباره به بازار برگرداند. از این رو ۴ فروند را برای ارتقاء آماده کرد ولی بالگرد برنتلی ۳۰۵ از مشکلات رزونانس زمین و درنتیجه عدم تعادل در پرواز رنج می‌بُرد. توسعه این بالگرد تا سال ۱۹۹۳ ادامه پیدا کرد و برنتلی تمام تلاش خود را در این زمینه به کار برد تا برنتلی ۳۰۵ را زنده نگه‌دارد. با درگذشت مهندس برنتلی در سن ۸۸ سالگی در سال ۱۹۹۳ این پروژه به کلی فراموش گشت. درنهایت بالگرد برنتلی ۳۰۵ برای همیشه بازنشسته شد و هیچ نمونهٔ جدیدی از این محصول تولید نشد.

## مشخصات
داده‌ها از Jane's All The World's Aircraft 1976-77
ویژگی‌های عمومی
- خدمه: ۱
- ظرفیت: ۴سرنشین
- طول: ۳۲ فوت ۱۱ اینچ (۱۰٫۰۳ متر) (overall length, rotors turning), ۲۴ فوت ۵ اینچ (۷٫۴۴ متر) (fuselage length)
- ارتفاع: ۸ فوت ۰ ۱⁄۸ اینچ (۲٫۴۴۲ متر)
- وزن خالی: ۳٬۹۶۸ پوند (۱٬۸۰۰ کیلوگرم)
- بیشترین وزن برخاست: ۲٬۹۰۰ پوند (۱٬۳۱۵ کیلوگرم)
- ظرفیت سوخت: ۴۳ گالون آمریکایی (۳۶ گالون بریتانیایی؛ ۱۶۰ لیتر)
- پیشرانه: ۱ عدد air-cooled flat-six engine Lycoming IVO-540-A1A, ۳۰۵ اسب بخار (۲۲۷ کیلووات)
- قطر روتور اصلی:  ۲۸ فوت ۸ اینچ (۸٫۷۴ متر)
- مساحت روتور اصلی: ۳۵٫۸ فوت مربع (۳٫۳۳ متر مربع)

عملکرد
- حداکثر سرعت: ۱۲۰ مایل بر ساعت (۱۹۰ کیلومتر بر ساعت، ۱۰۰ گره) at sea level
- سرعت کروز: ۱۱۰ مایل بر ساعت (۱۸۰ کیلومتر بر ساعت، ۹۶ گره) at sea level
- بُرد: ۲۲۰ مایل (۳۵۰ کیلومتر، ۱۹۰ مایل دریایی)
- حداکثر ارتفاع: ۱۲٬۰۰۰ فوت (۳٬۷۰۰ متر)
- نرخ صعود: ۹۷۵ فوت بر دقیقه (۴٫۹۵ متر بر ثانیه)